# Грејс Рандолф
Грејс Рандолф (енгл. Grace Randolph; Њујорк, 5. фебруар 1987) америчка је филмска критичарка, новинарка, списатељица, сценариста стрипа и јутјуберка. Године 2008. основала је Јутјуб канал Beyond the Trailer, који данас прати више од 945.000 корисника. Писала је сценарио за бројне стрипове, међу којима су бројеви Лиге правде и Икс-мена, а направила је и оригиналну серију стрипова под насловом Супурбија.
На свом каналу Рандолф поставља рецензије филмова, покрива вести из Холивуда и прати зараду филмова у оквиру посебних видеа које назива Филмска математика (енгл. Movie Math). Иако се не бави активно глумом, имала је неколико камео улога, као што су појављивања у хорор комедији Повратак у Зомбиленд (2019) и видео-игрици Велика крађа аутомобила 4: Изгубљени и проклети (2008).

## Образовање
Рандолф је завршила Тиш школу уметности на Универзитету у Њујорку и била члан комичне групе Upright Citizens Brigade.

## Каријера
Четвртог новембра 2008. године основала је Јутјуб канал Beyond the Trailer, који до данас има преко 945.000 пратилаца и 873.630.000 прегледа. Чланица је жирија за награду Избор критичара и критичарка на сајту Ротен томејтоуз. Учествовала је у бројним контроверзама, међу којим а су најпознатије расправе са Џејмсом Ганом и нетрпељивост према Џесики Частејн.

## Филмографија
| Улоге Грејс Рандолф |                                                     |               |            |            |
| Година              | Српски назив                                        | Изворни назив | Улога      | Напомена   |
| 2005.               | Сви кладионичари носе Спидо                         |               | „Слаткиш”  |            |
| 2008.               | Велика крађа аутомобила 4: Изгубљени и проклети     |               | глас       | видео-игра |
| 2009.               | Велика крађа аутомобила: Епизоде из слободног града |               | глас       | видео-игра |
| 2019.               | Повратак у Зомбиленд                                |               | репортерка |            |